# Maschinenbautechniker
Als Maschinenbautechniker werden in Deutschland die Staatlich geprüften Techniker der Fachrichtung Maschinenbau bezeichnet. Im Gegensatz zum Staatlich geprüften Techniker ist die Berufsbezeichnung Maschinenbautechniker nicht geschützt. In der Schweiz wird die Berufsbezeichnung dipl. Maschinenbautechniker HF von Höheren Fachschulen vergeben.

## Berufsbild
Maschinenbautechniker werden als Fach- und Führungskräfte in allen technischen Funktionsbereichen eines Maschinenbauunternehmens wie Entwicklung, Konstruktion, Produktionsplanung, Fertigungssteuerung, Qualitätsmanagement etc. eingesetzt. In der Industrie wird der Techniker traditionell als Bindeglied zwischen den Meistern und den Ingenieuren angesehen. Tatsächlich überschneiden sich die Tätigkeitsfelder und Kompetenzen bisweilen stark, so dass eine klare Zuweisung im Sinne einer Hierarchie nicht getroffen werden kann. Im betrieblichen Alltag werden auch Ingenieurstellen mit Technikern besetzt.

## Ausbildung

### Dauer und Abschluss
Die Ausbildung zum Maschinenbautechniker ist eine berufsaufbauende Weiterbildung an einer Fachschule für Technik (kurz Technikerschule, in Österreich HTL, in der Schweiz Höhere Fachschule). Sie kann in einjähriger Vollzeitform (Voraussetzung ist Berufskolleg 2), zweijähriger Vollzeitform oder vierjähriger Teilzeitform absolviert werden und wird mit einer staatlichen Prüfung abgeschlossen. In der Schweiz erlangt man nach erfolgreichem Lehrgang und Diplomprüfung den vom Bund anerkannten und geschützten Titel dipl. Maschinenbautechniker HF.

### Aufnahmevoraussetzungen
Aufnahmevoraussetzungen an Vollzeittagesschulen sind eine abgeschlossene einschlägige Berufsausbildung sowie eine einjährige fachbezogene Berufserfahrung. Bei Abendschule (Teilzeit) ist u. U. nur ein halbes Jahr Berufserfahrung nach der Berufsausbildung notwendig. Typische Basisausbildungen sind Anlagenmechaniker (IHK), Technischer Zeichner, Technischer Produktdesigner, Werkzeugmechaniker, Industriemechaniker, Werkstoffprüfer oder Zerspanungsmechaniker.

### Inhalte / Spezialisierung
Die Ausbildung behandelt wesentliche ingenieurwissenschaftliche Grundlagen wie Mechanik, Maschinenelemente, Festigkeitslehre, Metallurgie oder Konstruktionstechnik. Darüber hinaus werden betriebswirtschaftliche Grundlagen behandelt sowie allgemeinbildende Fächer.
Insgesamt gilt die Ausbildung als betont praxisorientiert, um dem Profil des Technikers als fundiert ausgebildetem Praktiker gerecht zu werden.
In den meisten Bundesländern ist eine Spezialisierung der Ausbildung üblich.
Typische Fachschwerpunkte sind:
- Entwicklung und Konstruktion
- Fertigungstechnik
- Automatisierungstechnik
- Verfahrenstechnik
- Produktionsorganisation
- Kranbautechnik